# Brendan Hansen
Brendan Joseph Hansen (Havertown, Pensilvania, 15 de agosto de 1981) es un nadador estadounidense que se especializa en el estilo braza. Hansen es un medallista olímpico por cuarta vez y varios récords mundiales.

## Biografía
A pesar de imponer un récord en los 100 y 200 metros en braza en las Pruebas Olímpicas de Estados Unidos de 2004, él no ganó una medalla de oro en ambos eventos en los Juegos Olímpicos de Pekín 2008, a como lo estableció por una medalla de plata en los 100 m y una de bronce en los 200 m.  Hansen ganó una medalla de oro en esos juegos por su papel en imponer el récord mundial en los 4 x 100 de relevo. Su división en el relevo resultó ser uno de los más rápidos en la historia.
Hansen quedó decepcionado en su único evento individual de la categoría de braza en los Juegos Olímpicos de 2008, al quedar en cuarto lugar, pero ganó una medalla de oro por su parte en los 4 x 100 de relevo.
Está graduado en Kinesiología por la Universidad de Texas en Austin.

### Récords
Los récords de Brendan incluye:
- Récords mundiales:
  - 200 yd (SC) braza:  1:51.74
- Récords de la NCAA:
  - 200 yd (SC) braza:  1:52.62